# Фомичёв, Иван Александрович
Иван Александрович Фомичёв (1890—1972) — советский художник-живописец и миниатюрист. Член Союза художников СССР (1940). Лауреат Государственной премии РСФСР имени И. Е. Репина (1970). Заслуженный деятель искусств РСФСР (1949). Народный художник РСФСР (1965).

## Биография
Родился 12 ноября 1890 года в Мстёре Владимирской губернии в семье иконописцев.
С 1902 по 1907 годы обучался в Мстёрской художественной школе. С 1907 года работал художником-иконописцем в мстёрских, московских, харьковских и нижегородских художественных мастерских. С 1937 года являлся членом художественной артели Пролеткульта.
С 1938 года И. А. Фомичёв являлся участником областных, республиканских, всесоюзных и международных художественных выставок. В 1939 году был участником Всемирной выставке в Нью-Йорке, где выставлялись его работы. С 1943 года помимо творческой деятельности И. А. Фомичёв занимался и преподавательской деятельностью, был преподавателем по отделению миниатюрной живописи Мстёрской художественной школы.
Основные художественные работы И. А. Фомичёва: миниатюры на шкатулках и ларцах — 1938 год — «Илья Муромец и Соловей-Разбойник» и «Руслан и Людмила», 1942 год — «Выступление Минина перед нижегородцами в 1611 году» и «Воззвание Минина», 1943 год — «Александр Невский», 1945—1950 годы — «Битва русского народа с польскими оккупантами в 1611—1612 годах», «Князь Владимир Мономах в половецких степях», «Оборона Севастополя», «Переяславская Рада», «А. В. Суворов», «М. И. Кутузов», «А. Невский», «Д. Пожарский», 1950—1957 годы — «Борис Годунов», «Кому на Руси жить хорошо», «Бородино», «Кузьма Минин призывает Дмитрия Пожарского», «Сказка о царе Салтане», «Сказка о рыбаке и рыбке», «Сказка о золотом петушке», «Сказка о мертвой царевне и семи богатырях», «Барышня — крестьянка» и «Не хочу быть вольною царицей».
С 1940 года И. А. Фомичёв являлся членом Союза художников СССР.
В 1949 году Указом Президиума Верховного Совета РСФСР И. А. Фомичёву было присвоено почётное звание Заслуженный деятель искусств РСФСР, в 1965 году — Народный художник РСФСР.
В 1970 году «за создание высокохудожественных произведений лаковой миниатюры» И. А. Фомичёв был удостоен Государственной премии РСФСР имени И. Е. Репина.
Умер в 1972 году в Мстёре, Владимирской области.

## Награды

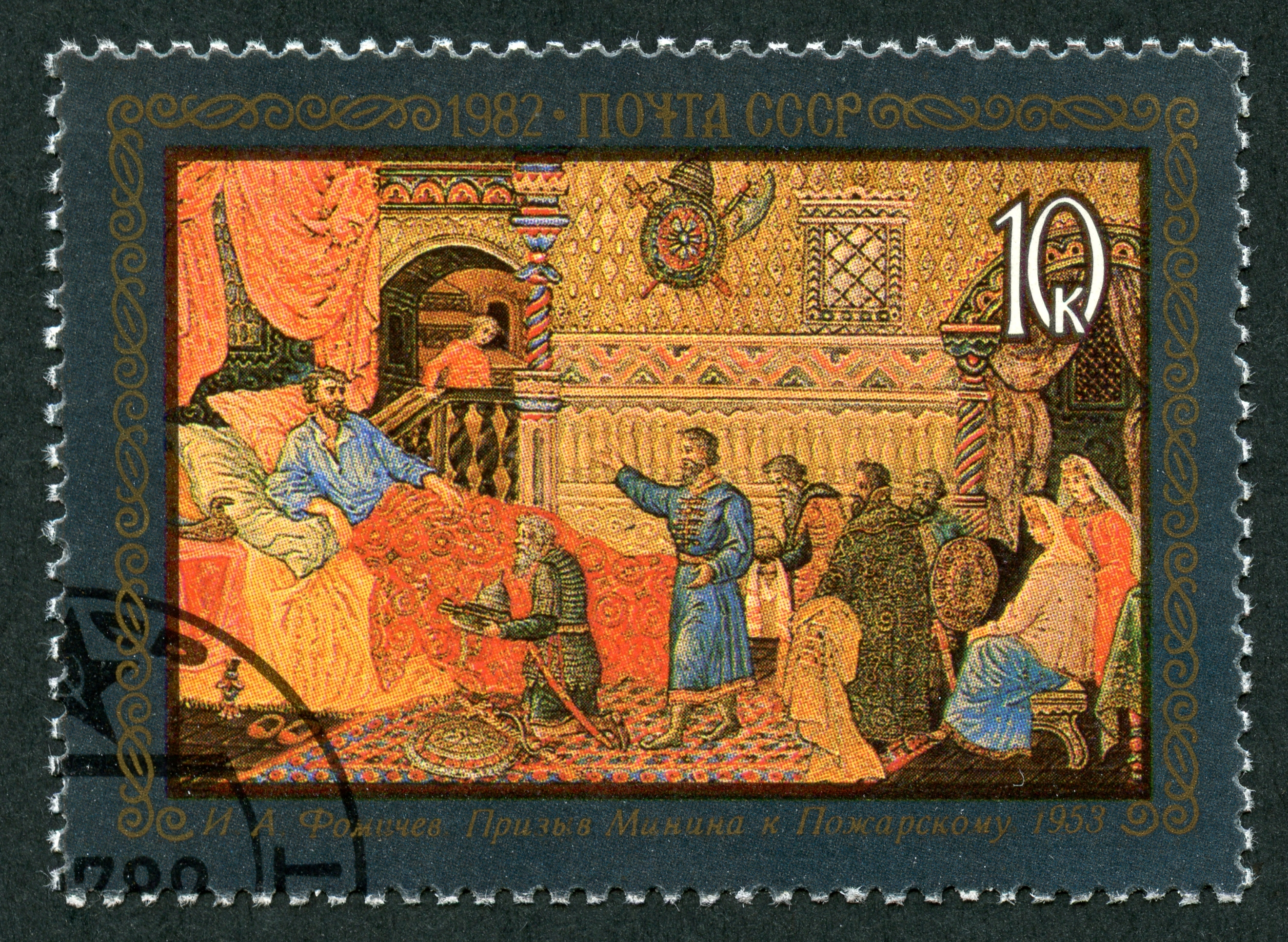
Почтовая марка СССР. И. А. Фомичёв, «Призыв Минина к Пожарскому»

- Орден Трудового Красного Знамени (1970[3])

### Звания
- Народный художник РСФСР (1965 — «за большие заслуги в области искусства»)
- Заслуженный деятель искусств РСФСР (1949)

### Премии
- Государственная премия РСФСР имени И. Е. Репина (1970 — «за создание высокохудожественных произведений лаковой миниатюры»)